# بوزجایورت (گوزل‌یورت)
بوزجایورت (به ترکی استانبولی: Bozcayurt) یک منطقهٔ مسکونی در ترکیه است که در گوزل‌یورت واقع شده‌است.